# Gregory Rusland
Gregory Allan Rusland (Paramaribo, 9 de novembro de 1959) é um produtor agrícola, empresário, professor e político surinamês que serve atualmente como vice-presidente do Suriname desde 16 de julho de 2025. Foi Ministro dos Recursos Naturais entre 2005 e 2010. Em 2012, tornou-se líder do Partido Nacional do Suriname e, desde 2015, Rusland é membro da Assembleia Nacional.